# Torre pentagonal

A Torre Pentagonal era uma componente das muralhas de Évora, estando situada na freguesia de Évora (São Mamede, Sé, São Pedro e Santo Antão), em Évora, Portugal.
Construida no século XIV faz parte do Palácio dos Duques do Cadaval e era uma parte importante da antiga rede de fortificações da cidade, chegando a ser designada como torre de menagem do castelo.
Em 1398 foi doada por D. João I, juntamente com o castelo, a Martim Afonso de Melo, guarda-mor real e alcaide da cidade.
A Torre Pentagonal, englobada nas Muralhas e Fortificações de Évora, está classificada como Monumento Nacional desde 1920.